# Ярошенко Ольга Григорівна
О́льга Григо́рівна Яроше́нко (Давиде́нко) (нар. 22 вересня 1950 року в с. Харсіки) — педагог, доктор педагогічних наук (1998), професор (1999), член-кореспондент НАПН України (2006), заслужений працівник освіти України (2003), авторка підручників та посібників з хімії та природознавства.

## Біографічні дані
Народилася 22 вересня 1950 року в с. Харсіки в селянській родині. Батько Григорій Іванович Давиденко працював комбайнером, мати Ганна Панкратівна Давиденко — бухгалтером.
У 1957 році почала навчання у Харсіцькій восьмирічній школі, а у 1965 році після його закінчення продовжила навчання в Чорнухинській середній школі ім. Г. С. Сковороди, яку закінчила з золотою медаллю у 1967 році. У тому ж році вступила до природничого факультету Полтавського державного педагогічного інституту ім. В. Г. Короленка. У 1972 році отримала диплом з відзнакою, здобула  кваліфікацію вчителя біології і хімії середньої школи.
З 1972 року до 1979 року працювала у Київській середній школі № 175 на посадах вчителя природознавства, біології, вчителя хімії, заступника директора школи з навчально-виховної роботи. З 1979 по 1983 рік працювала вчителем хімії Київської середньої школи № 44. У 1983 році вступила до аспірантури НДІ педагогіки УРСР. 
У 1987 році успішно захистила кандидатську дисертацію «Формування у вчителів загальноосвітніх шкіл готовності до освоєння передового педагогічного досвіду» зі спеціальності — теорія та історія педагогіки. Працювала в НДІ на посаді молодшого наукового співробітника. У 1988 році обрана вченою радою інституту на посаду старшого наукового співробітника, а у 1989 році — провідного наукового співробітника. Поєднувала наукову діяльність з роботою вчителя хімії у Київських середніх школах № 178 (з 1986 по 1988), № 272 (з 1989 по 1992) з викладацькою діяльністю у КДПІ ім. О. М. Горького (з 1988 по 1990). 
З 1990 року працює у Національному педагогічному університеті ім. М. П. Драгоманова на посадах старшого викладача (з 1990 по 1991), доцента (з 1991 по 1992, з 1997 по 1998), завідувача кафедри методики викладання природничо-географічних дисциплін та охорони природи (з 1992 по 1994), професора цієї кафедри (з 1998 до 2013). На посаді викладача працювала за сумісництвом вчителем хімії у Київській середній школі № 272, Київському ліцеї бізнесу, Київській середній школі № 200. Загальний стаж роботи вчителем — близько 30 років.
З 1994 по 1997 рік в докторантурі НПУ ім. М. П. Драгоманова. 
У 1998 році захистила докторську дисертацію на тему «Педагогічні основи групової навчальної діяльності школярів (на матеріалі вивчення хімії)», здобула науковий ступінь доктора педагогічних наук за двома спеціальностями — теорія та історія педагогіки, теорія та методика навчання хімії. З теорії та методики навчання хімії це був перший захист за час незалежності України. У 1999 році вчена отримала вчене звання професора кафедри методики викладання природничо-географічних дисциплін та охорони природи.
З 2013 року на постійній роботі в Інституті вищої освіти НАПН України, на посаді завідувача відділу інтеграції вищої освіти і науки, у 2016 році обрана головою вченої ради інституту.

## Наукова робота
Авторка понад 400 наукових праць, серед яких 9 монографій, 48 підручники (природознавства та хімії), 90 посібників, програми. Загальний тираж підручників сягає понад 1 млн примірників.
Розробниця дидактичної концепції групової навчальної діяльності школярів та навчально-методичного забезпечення групової роботи учнів на заняттях з хімії, фахівець в галузі дидактики середньої і вищої школи. До кола наукових інтересів вченої входять: зміст хімічної освіти і методики навчання школярів хімії та природознавства, професійна підготовка майбутніх учителів в умовах імплементації закону України про вищу освіту, проблеми інтеграції вищої освіти і науки; методика реалізації діяльнісного і компетентнісного підходів у навчанні учнів і студентів; структура і зміст навчально-методичних комплектів з природознавства та хімії.
Вчена активно співпрацює з Міністерством освіти і науки України. У 1993 році очолювала авторський колектив розробників загальнодержавних тестів з хімії для перевірки знань, умінь і навичок випускників загальноосвітніх шкіл, за якими проводилось тестування. У 1994 році була авторкою тестів того ж призначення. У 1993 році у складі творчої групи розробляла концепцію неперервної хімічної освіти в Україні; у 2000 — критерії оцінювання навчальних досягнень школярів з хімії; у 2002 — Проєкт стандартів шкільної хімічної освіти; з 2003 по 2004 — навчальні програми з природознавства (5—6 клас) та з хімії (7—11 клас). 
У 1998 році була головою журі першого Всеукраїнського конкурсу «Учитель року» (номінація — хімія), а у 2002 — заступником голови того ж конкурсу. Працювала в комісії Науково-методичної ради (з хімії) з питань освіти МОНУ, в.о. заступника голови тієї ж комісії. З 1999 по 2003 рік виконувала обв'язки відповідального секретаря Фахової ради з ліцензування та акредитації вищих навчальних закладів України за напрямом «педагогічна освіта». У 2002 році увійшла до складу експертної комісії з освіти, культури і мистецтва ДАК України, у 2005 — до Міжвідомчої ради з координації наукових досліджень з педагогічних і психологічних наук в Україні. 
Рішенням ученої ради Полтавського державного педагогічного університету ім. В. Г. Короленка у 2005 році вченій присвоїли звання почесного професора університету. Рішенням загальних зборів АПН України від 2006 року вчена обрана членом-кореспондентом АПНУ по відділенню загальної середньої освіти.
Проводила майстер-класи, вебінари для вчителів, виступала на конференціях, семінарах учителів тощо; налагодила зв'язки і співпрацювала з науковими установами та навчальними закладами зарубіжних країн (Казахстан, Латвія, до 2022 — РБ, РФ), створила два спільні з білоруськими авторами посібники з хімії; її науковий доробок презентовано у посібнику Пак Марії Сергіївни «Дидактика химии: становление и развитие» (Санкт-Петербург, 2015). Під її керівництвом захищено 24 кандидатських і  4 докторських дисертації.

## Нагороди
- Значок «Відмінник народної освіти УРСР» (1992);
- Грамота МО України — за виконання обов'язків голови журі Всеукраїнського конкурсу «Учитель року» (номінація хімія) (1998);
- Грамота МО України — за плідну науково-викладацьку діяльність та з нагоди 50-річчя (2000);
- Почесна грамота Академії педагогічних наук, Почесна грамота Київського міського голови (2003);
- Заслужений працівник освіти України (2003);
- Орден святих Кирила і Мефодія (2005);
- Подяка ректора НПУ імені М. П. Драгоманова (2005);
- Почесна грамота МОН України (2008);
- Почесна грамота Спілки жінок України (2010);
- Орден святої великомучениці Варвари (до 175-річчя НПУ) (2010);
- Медаль «Григорій Сковорода» (2015)[1].